# スマート・チェイス
『スマート・チェイス』（原題: 極致追撃、米題: S.M.A.R.T. Chase）は、2017年の中国のアクションスリラー映画。監督はチャールズ・マーティン、出演はオーランド・ブルーム、レオ・ウー、サイモン・ヤム、ハンナ・クィンリヴァン、リン・ホン。

## ストーリー
警備会社を経営するダニーは、12ヶ月前に警備対象であるゴッホの絵を何者かに強奪されたことがきっかけで仕事も恋人も失い、今ではドン底の日々を送っていた。そんな彼のもとに久しぶりの大仕事が舞い込む。それは中国の至宝である壺をロンドンまで運ぶというもので、ダニーと仲間たちにとっては名誉挽回のビッグチャンスだった。そして壺の移送当日、仕事は順調に進むかと思われたが、またしても何者かが強奪を企み襲い掛かってくる。その一味がゴッホの絵を強奪した一味と同じであると知ったダニーは、あの日の借りを返すため反撃に打って出る。

## キャスト
※括弧内は日本語吹替
- ダニー・ストラットン: オーランド・ブルーム（平川大輔） - 美術品護送チームのリーダー。
- ディン・ドン・タン: レオ・ウー（中国語版）（酒井広大） - ダニーの仲間。ドローン担当。
- マック・レン: サイモン・ヤム（古澤徹） - ダニーの仲間。
- J・ジェイ・アン: ハンナ・クィンリヴァン（中国語版）（喜多村英梨） - ダニーの仲間。
- リン・モー: リン・ホン（江口育美） - ダニーの元恋人。マックの姪。
- タラ・イェン: リャン・ジン（中国語版）（今泉葉子） - 美術品収集家。